# Батальйон КОП «Делятин»
Батальйон КОП «Делятин» — піхотний підрозділ, базовий тактичний підрозділ Корпусу прикордонної охорони Польської Республіки в 1939 році в місті Делятин.

## Формування та організаційні зміни
Спочатку батальйон перебував у Долині (тоді називався батальйоном КОП «Долина») — після передислокації в Делятин змінив назву на Делятин. Начальник штабу КОП листом № 106-1 / og.org. / 39 від 10 березня 1939 р. повідомив, що: 7 березня цього року командування батальйоном КОП «Делятин» переведено з Надвірної до Делятина.
Назва підрозділу походить від міста Делятин, розташованого наприкінці хребта Ґорґани, який тоді знаходився в Станиславівському воєводстві і був домашнім гарнізоном батальйону. Батальйон був сформований у 1939 році після того, як КОП взяв охорону колишнього кордону з Чехословаччиною від Прикордонної служби. 15 травня 1939 року батальйон став господарським відділом. Посаду інтенданта батальйону перейменовано на заступника командира батальйону з господарських питань, платника – на посаду господаря, заступника референта з озброєння – на збройника, заступника референта з питань харчування – на продовольчого.
Входив до складу 1-го піхотного полку КОП «Карпати» у складі 2-го батальйону. У оборонній війні 1939 року у складі 3- ї гірської бригади розділив долю інших підрозділів армії «Карпати».

## Командири батальйонів
- Майор Адольф Галиновський[4][5] (січень [3] – 15 червня 1939 р.[6])
- Майор Августин Свачина[7] (15 червня [6] – † 10 вересня 1939 Улюч)

## Особовий склад батальйону КОП «Надворна».
Штаб батальйону КОП «Надвірна» у березні 1939 р.
- командир батальйону – майор. Адольф Галиновський
- ад'ютант – кап. піхотинець Станіслав Шмідт
- інтендант – кап. адм. (піхотинець) Казімеж І Зєлінський
- матеріальний офіцер – див Вітольд Юзеф Людвік Вітошинський
- службовець платника – вакансія
- лікар – кап. лук. д-р Генрик Марселі Букала
- командир 1-ї прикордонної роти – кап. піхотинець Стефан Казимирчак
- командир 2-ї прикордонної роти – лейтенант. Ян Непомуцен Хюбнер
- командир 3-ї прикордонної роти – лейтенант Олександр Ладигін
- командир роти запасу – лейтенант. Мечислав Лабендз
- командир роти км – лейтенант п.п Антоній Олізаровський
- командир взводу – лейтенант Юзеф Людвік Мецгер
- Командир взводу зв'язку – лейтенант Генрик Озєвич